# Cosmospora consors
Cosmospora consors är en svampart som först beskrevs av Ellis & Everh., och fick sitt nu gällande namn av Rossman & Samuels 1999. Cosmospora consors ingår i släktet Cosmospora och familjen Nectriaceae.   Inga underarter finns listade i Catalogue of Life.